# Ajla Del Ponte
Ajla Del Ponte (née le 15 juillet 1996 à Locarno) est une athlète suisse, spécialiste des épreuves de sprint.

## Biographie
Ajla Del Ponte naît le 15 juillet 1996 à Locarno dans le canton du Tessin en Suisse. Sa mère, Senada, est bosnienne et a fui la guerre en 1992 avant de devenir médecin,. Son père, Claudio, est commercial dans une entreprise de construction.
Ajla Del Ponte grandit à Bignasco, dans le val Maggia et commence le patinage artistique, alors que son frère Karim préfère le hockey sur glace. Elle pratique également d’autres disciplines comme le volley-ball et le unihockey. Alors qu’elle a douze ans, la famille déménage à Losone afin de réduire les temps de trajet pour aller à l’école. Ajla Del Ponte arrête un temps le sport, avant de s’inscrire avec son école à la UBS Kids Cup, puis d’adhérer à l’US Ascona et de développer petit à petit une passion pour l’athlétisme et nourrir des rêves de carrière dans cette discipline,. En automne 2015, elle commence des études à l’université de Lausanne et intègre en parallèle le groupe d’entraînement de Laurent Meuwly. L’année suivante, elle termine 4e de la finale des championnats d’Europe d’Amsterdam avec le relais 4 x 100 m suisse, composé d'Ellen Sprunger, Sarah Atcho et Salomé Kora, après avoir battu le record de Suisse de la discipline en demi-finale grâce à un temps de 42 s 87. Qualifiée pour les Jeux olympiques de Rio pour disputer le relais 4 x 100 m, Ajla Del Ponte se classe 12e des séries avec l’équipe de Suisse, dans la même composition qu’à Amsterdam.
Le 6 juillet 2017, elle bat le record national du relais 4 x 100 m en 42 s 53 à Lausanne, juste après avoir battu son record personnel sur 100 m, en 11 s 44 (+0,6 m/s).
Le 12 août 2017, elle améliore, en compagnie de Mujinga Kambundji, Sarah Atcho et de Salomé Kora, le record de Suisse en 42 s 50 lors des demi-finales des championnats du monde. Elle termine 5e en finale en 42 s 53.
Le 28 août 2017, elle décroche la médaille d'or de l'Universiade à Taipei sur 4 x 100 m en 43 s 81 après la disqualification du Kazakhstan vainqueur en 43 s 68, à la suite d'un passage hors zone.
Le 17 février 2018, Ajla Del Ponte remporte la médaille d'argent des championnats de Suisse en salle à Macolin derrière Mujinga Kambundji (7 s 03, WL & NR), en 7 s 24, record de Suisse espoir. Elle confirme ainsi les minimas pour les championnats du monde en salle de Birmingham qu'elle avait réalisé deux semaines plus tôt sur cette même piste.
Le 1er juillet 2018, à La Chaux-de-Fonds, Del Ponte réalise la seconde meilleure performance suisse de l'histoire sur 100 m en courant en 11 s 21 (+ 1,2 m/s) au Résisprint, derrière la Chinoise Wei Yongli (10 s 99). Le record de Suisse est toujours la priopriété de Mujinga Kambundji en 11 s 07. L'après-midi même, elle porte son record du 200 m à 23 s 07.
Le 5 juillet 2018, lors de l'Athletissima de Lausanne, Ajla Del Ponte et ses coéquipières établissent un nouveau record de Suisse du relais 4 x 100 m en 42 s 29. Elles améliorent leur temps de 42 s 50, établi en 2017 lors des championnats du monde de Londres.
En juin 2020, elle devient la deuxième meilleure Européenne de l’histoire sur 150 m avec un départ en virage, grâce à son temps de 16 s 67, avant de battre deux fois son meilleur temps sur 100 m lors du meeting de la Gruyère au stade de Bouleyres de Bulle avec des temps de 11 s 10 en série puis 11 s 08 en finale. Le 14 août, elle est alignée pour la première fois en individuel dans la Ligue de diamant lors du meeting de Monaco. Alors qu’elle dispose du meilleur temps des engagées, elle s’impose dans un temps de 11 s 16, devenant la troisième Suissesse à s’imposer dans cette compétition, après Nicole Büchler en 2017 à Stockholm et Lea Sprunger en 2018 à Birmingham. Neuf jours plus tard, elle remporte pour la deuxième fois un meeting de Ligue de diamant, cette fois à Stockholm en 11 s 20 devant Marije van Hunenstijn.
Le 7 mars 2021, elle s'impose en finale du 60 m des championnats d'Europe en salle disputés à Toruń, en Pologne. Avec un temps de 7 s 03, elle égale le record de Suisse de Mujinga Kambundji.

## Palmarès
| Date | Compétition                       | Lieu      | Résultat | Épreuve   | Temps   |
| ---- | --------------------------------- | --------- | -------- | --------- | ------- |
| 2014 | Championnats du monde juniors     | Eugene    | 5e       | 4 x 100 m | 45 s 02 |
| 2016 | Championnats d'Europe             | Amsterdam | 4e       | 4 x 100 m | 43 s 00 |
| 2017 | Championnats d'Europe par équipes | Vaasa     | 1re      | 4 x 100 m | 43 s 77 |
| 2017 | Championnats d'Europe espoirs     | Bydgoszcz | 3e       | 4 x 100 m | 44 s 07 |
| 2017 | Championnats du monde             | Londres   | 5e       | 4 x 100 m | 42 s 53 |
| 2017 | Universiade                       | Taipei    | 8e       | 100 m     | 11 s 62 |
| 2017 | Universiade                       | Taipei    | 1re      | 4 x 100 m | 43 s 81 |
| 2018 | Championnats d'Europe             | Berlin    | 4e       | 4 x 100 m | 42 s 30 |
| 2019 | Championnats d'Europe en salle    | Glasgow   | 8e       | 60 m      | 7 s 30  |
| 2019 | Universiade                       | Naples    | 2e       | 100 m     | 11 s 33 |
| 2019 | Universiade                       | Naples    | 1re      | 4 x 100 m | 43 s 72 |
| 2019 | Championnats d'Europe par équipes | Bydgoszcz | 2e       | 4 x 100 m | 43 s 11 |
| 2019 | Championnats du monde             | Doha      | 4e       | 4 x 100 m | 42 s 18 |
| 2021 | Championnats d'Europe en salle    | Toruń     | 1re      | 60 m      | 7 s 03  |
| 2021 | Jeux olympiques                   | Tokyo     | 5e       | 100 m     | 10 s 99 |
| 2021 | Jeux olympiques                   | Tokyo     | 4e       | 4 × 100 m | 42 s 08 |
| 2022 | Championnats du monde             | Eugene    | 7e       | 4 x 100   | 42 s 81 |

## Records
| Épreuve | Épreuve   | Temps   | Lieu              | Date            |
| ------- | --------- | ------- | ----------------- | --------------- |
| 60 m    | En salle  | 7 s 03  | Toruń             | 7 mars 2021     |
| 100 m   | Plein air | 10 s 90 | Suisse            | 14 août 2021    |
| 200 m   | Plein air | 22 s 38 | La Chaux-de-Fonds | 14 août 2021    |
| 200 m   | En salle  | 23 s 39 | Macolin           | 21 février 2021 |